# سامانثا بنتلي
سامانثا بنتلي (مواليد 8 أكتوبر 1987) هي ممثلة إباحية إنجليزية سابقة ،موسيقية وكاتبة.

## حياتها الشخصية
ولدت سامنثا وترعرعت في جنوب لندن.

## الجوائز
- 2013:فازت بجوائز إيه في إن في فئة فيدوهات للسيدات فقط.[6][7]
- 2015:فازت بجوائز إيه في إن في فئة أفضل مشهد جنسي أجنبي.[8]